# Bernhard Seidenath

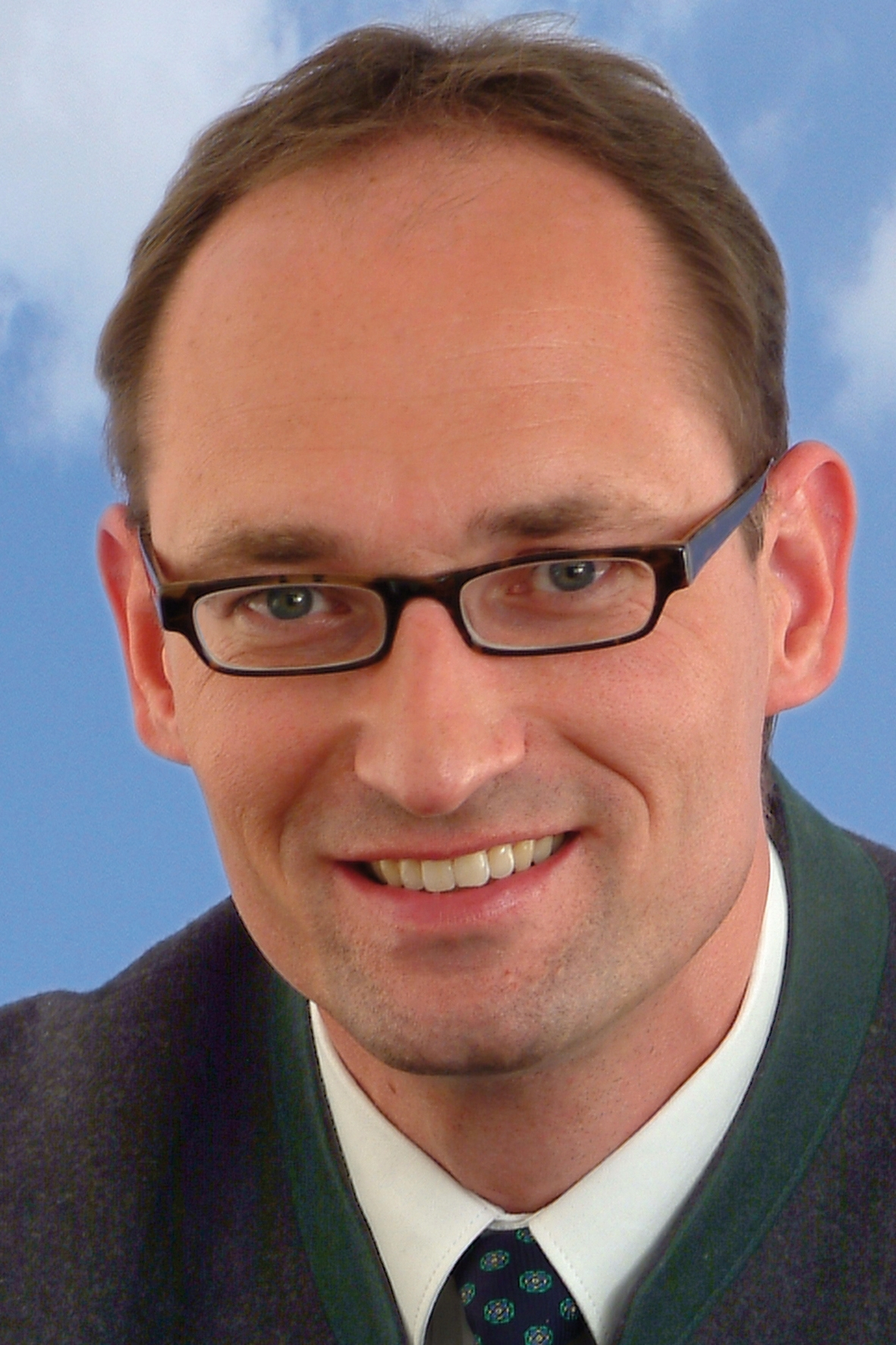
Bernhard Seidenath

Bernhard Seidenath (* 8. November 1968 in Erlangen) ist ein deutscher Politiker (CSU) und Jurist. Er ist seit Oktober 2008 Mitglied des Bayerischen Landtags. 

## Ausbildung und Beruf

### Ausbildung
Nach seinem Abitur im Jahre 1988 leistete er bis 1989 seinen Grundwehrdienst im Panzerartilleriebataillon 115 in Neunburg vorm Wald ab und wurde „Für beispielhafte Erfüllung der Soldatenpflichten“ vom damaligen Bundesverteidigungsminister Stoltenberg mit der Ehrenmedaille der Bundeswehr ausgezeichnet.
Anschließend studierte Seidenath in Erlangen und in Bonn Jura bis 1996, er war bis 1993 Stipendiat nach dem bayerischen Begabtenförderungsgesetz und von 1990 bis 1994 Mitglied der Studienstiftung des deutschen Volkes. Außerdem führten ihn studienbegleitende Praktika unter anderem 1992 in die Verwaltung des Deutschen Bundestages in Bonn sowie 1993 in die Vertretung des Freistaates Bayern bei der Europäischen Union nach Brüssel. 1996 war er des Weiteren für drei Monate an der Deutschen Botschaft in Ottawa/Kanada tätig.

### Beruf
Von 1997 bis 1999 war er Regierungsrat im Bayerischen Staatsministerium für Arbeit und Sozialordnung, Familie, Frauen und Gesundheit. Von 2000 bis 2001 war er stellvertretender Pressesprecher des Ministeriums, zudem der damaligen Staatsministerin Barbara Stamm. Von 2001 bis 2008 war er Leiter des Pressereferates bei der damaligen Staatsministerin Christa Stewens und den damaligen Staatssekretären Georg Schmid, Jürgen W. Heike und Melanie Huml.

### Leben
Seidenath ist Vater von zwei Söhnen. Er ist römisch-katholischer Konfession.

## Politik

### Partei
Seidenath trat 1989 in die CSU ein und war von 1991 bis 1997 stellvertretender Vorsitzender des CSU-Ortsverbandes Erlangen-Süd. Außerdem war er von 1993 bis 1997 Vorsitzender des Kreisverbandes Erlangen des Wehr- und Sicherheitspolitischen Arbeitskreises der CSU (WPA). Auch war er von 1995 bis 1997 stellvertretender Vorsitzender des WPA-Bezirksverbandes Mittelfranken. In seiner Heimatgemeinde in Haimhausen war er zwischen 2001 und 2013 CSU-Ortsvorsitzender. Seit 2011 ist er CSU-Kreisvorsitzender in Dachau. Er gehört dem Vorstand des CSU-Bezirksverbands Oberbayern an. Seit Juni 2015 ist er Bezirksvorsitzender des Gesundheitspolitischen Arbeitskreises (GPA) der CSU in Oberbayern.

### Mandate
Seit 2002 ist er Gemeinderat in Haimhausen sowie seit 2008 Kreisrat und stellvertretender Vorsitzender der CSU-Kreistagsfraktion in Dachau. Seit 2008 ist er Landtagsabgeordneter für den Stimmkreis Dachau (Wahlkreis Oberbayern). Zwischen 2008 und 2013 gehörte er den Landtags-Ausschüssen für Soziales, Familie und Arbeit sowie für Fragen des Öffentlichen Dienstes an und war Sprecher der CSU-Landtagsfraktion für bioethische Fragestellungen. Seit 2013 ist er gesundheits- und pflegepolitischer Sprecher der CSU-Landtagsfraktion und seit 2018 Vorsitzender des Gesundheits- und Pflegeausschusses des Bayerischen Landtags. Des Weiteren gehört er dem Landesgesundheitsrat sowie dem Politischen Beirat des NS-Dokumentationszentrums München an.

### Positionen
Seidenath ist Unterstützer von Homöopathie und fordert, diese solle weiterhin von allen Beitragszahlern über die Gesetzliche Krankenversicherung finanziert werden.

## Ehrenämter
Im April 2013 wurde Bernhard Seidenath zum Kreisvorsitzenden des Bayerischen Roten Kreuzes – Kreisverband Dachau – gewählt.